# Selvbetjeningsautomat
En selvbetjeningsautomat er en maskine der ved hjælp af en automatisk proces udleverer varer eller adgang til serviceydelser til kunder, efter at de har betalt for disse ved at indkaste kontanter eller indsætte betalingskort i maskinen. Samme begreb bruges også om automater til udlån, genlån og aflevering i biblioteker, hvilket normalt er omkostningsfrit for brugerne.

## Historie
De første henvisninger til selvbetjeningsautomater findes i Herons værker, en ingeniør og matematiker fra det 1. århundrede. Hans maskine modtog mønter og udleverede dernæst vievand. Efter mønten var indsat faldt den ned på en skive, der var monteret på en løftestang. Løftestangen åbnede en ventil, som lod noget vand flyde. Skiven fortsatte med at hælde under indflydelse af møntens vægt, indtil mønten faldt af, hvorefter en modvægt løftede løftestangen op og lukkede ventilen.
Det var dog først under industrialiseringen at selvbetjeningsautomater virkelig blev udbredte. Den første moderne møntdrevne automat blev indtroduceret i London i England i de tidlige 1880'ere, hvor de udleverede postkort.